# Włoszyca
Włoszyca (Włoszyca Wiślańska) – wieś w Polsce położona w województwie kujawsko-pomorskim, w powiecie aleksandrowskim, w gminie Waganiec.

## Podział administracyjny
W latach 1975–1998 miejscowość administracyjnie należała do województwa włocławskiego. Wieś sołecka – zobacz jednostki pomocnicze gminy Waganiec w BIP.

## Demografia
| 2009   | 2009    | 2009      | 2011   | 2011    | 2011      |
| ------ | ------- | --------- | ------ | ------- | --------- |
| ogółem | kobiety | mężczyźni | ogółem | kobiety | mężczyźni |
| 165    | 84      | 81        | 160    | 81      | 79        |

## Historia
Włoszyca alias „Włoszczyca”, w roku 1557 pisana także „Wioseicza”, wieś i folwark nad Wisłą w powiecie nieszawskim gminie i parafii Lubanie. Położona w odległości 6 wiorst od Nieszawy.
W r. 1557 dziedzicem był Adryan Thulibowski płacił poboru od 6 łanów 2 zagrodników (Pawiń. Wielkop., t.II, s.4)
W roku 1886 było tu 204 mieszkańców. W 1827 r. było 21 domów 207 mieszkańców.
- W r. 1886 folwark Włoszyce z attencją Zawirownia rozegły na mórg 601 a w tym:
- Folwark Włoszyca gruntów ornych i ogrodów mórg 438, łąk mórg 10, past. mórg 22, nieuż. mórg 15;
- Attencja Zawirownia mórg 107, budynków murowanych 12, drewnianych 5, płodozmian 6. i 12. polowy
- Wieś Włoszyca osad 37, mórg 47.

Według Spisu Majętności Ziemskich w powiatach Włocławskim i Nieszawskim z roku 1881 właścicielem Włoszycy był Władysław Ścigalski w jego posiadaniu było 1505 mórg nowopolskich.